# Камбрейский мир
Камбрейский мир (фр. Paix de Cambrai, исп. Paz de Cambrai), известный также как Дамский мир (фр. Paix des Dames, исп. Paz de las Damas) — мирный договор, заключённый 5 августа 1529 года между королём Франции Франциском I, с одной стороны, и императором Карлом V, с другой.

## Предыстория
Камбрейский мир положил конец участию Франции в войне Коньякской лиги, тянувшейся с 1526 года. Он был подписан в городе Камбре, центре княжества-епископства в Нидерландах (сейчас — французский департамент Нор).
Этот мир называют ещё и «Дамским», так как в его подготовке большую роль сыграли женщины: мать Франциска I Луиза Савойская и тётка императора Маргарита Австрийская. Они представляли на переговорах обоих монархов, помогая им не потерять лицо.

## Условия
По условиям мира, подписанного в Камбре, Франциск отказался от претензий на итальянские земли, Артуа и Фландрию, но сохранил за собой Бургундию, от которой отступился Карл V. Договор предусматривал возвращение во Францию дофина Франсуа и принца Генриха, будущего Генриха II, в обмен на выкуп в 2 миллиона экю. Франциск I подтвердил согласие жениться на сестре Карла V Элеоноре и вступил в брак с ней 7 июля 1530 года.

## Последствия
Камбрейский договор вместе с Барселонским миром (между императором и папой), который был заключён в июне, означал распад Коньякской лиги; только Флорентийская республика продолжила сражаться против Карла V, что привело к осаде и сдаче Флоренции в 1530 году. Тем не менее условия мира не удовлетворяли Франциска I. В 1536 году начался новый конфликт между Францией и габсбургской империей.

## Комментарии
1. ↑  Французские принцы находились в Испании с 1526 года в качестве заложников — гарантии соблюдения Франциском I крайне невыгодного для Франции Мадридского договора, который он и нарушил, ввязавшись в войну Коньякской лиги.